# Māris Verpakovskis
Māris Verpakovskis, né le 15 octobre 1979 à Liepāja en Lettonie, est un footballeur international letton retraité, qui évoluait au poste d'attaquant. Il est le président du FK Liepāja depuis janvier 2014.
Il détient le record du nombre de buts inscrits en sélection nationale (29 buts).

## Biographie

### Carrière de joueur
À la suite de la qualification surprise de la Lettonie pour la phase finale de l'Euro 2004, de nombreuses rumeurs faisaient état de l'intérêt de grands clubs européens pour Verpakovskis. 
Finalement, il scelle son avenir au Dynamo Kiev en signant un nouveau contrat de cinq ans. Il est toutefois prêté à Getafe en Espagne lors de la saison 2006-2007. Il est prêté lors de la saison 2007-2008 à l'Hajduk Split en Croatie, puis la saison suivante au Celta Vigo. En juillet 2009, il est prêté pour deux saisons au club grec du PAE Ergotelis Héraklion.
Māris Verpakovskis dispute 21 matchs en Ligue des champions, pour 5 buts inscrits, 7 matchs en Ligue Europa, et un match en Coupe des coupes,.

### Carrière internationale
Māris Verpakovskis compte 104 sélections et 29 buts avec l'équipe de Lettonie entre 1999 et 2014. 
Il est convoqué pour la première fois par le sélectionneur national Revaz Dzodzouachvili pour un match des éliminatoires de l'Euro 2000 contre la Grèce le 9 juin 1999, où il marque son premier but en sélection (victoire 2-1). Par la suite, le 15 juin 2004, il inscrit le seul but de toute l'histoire du football letton en phase finale de l'Euro 2004 contre la République tchèque (défaite 2-1). 
Le 10 septembre 2013, il honore sa 100e sélection lors d'un match des éliminatoires de la Coupe du monde 2014 contre la Grèce (défaite 1-0). Il reçoit sa dernière sélection le 29 mai 2014 contre l'Estonie (0-0).
Il est le meilleur buteur de son équipe nationale lors des éliminatoires de l'Euro 2004, avec 6 buts en 10 matchs. Il est également le meilleur buteur de l'histoire de la Lettonie avec 29 buts. C'est auparavant Ēriks Pētersons qui détenait ce titre, avec 24 buts en sélection lettone.

## Palmarès

### En club
- Champion de Lettonie en 2001, en 2002 et en 2003 avec le Skonto Riga et en 2015 avec le FK Liepāja
- Champion d'Ukraine en 2004 avec le Dynamo Kiev
- Vainqueur de la Coupe de Lettonie en 2001, en 2002 et en 2003 avec le Skonto Riga
- Vainqueur de la Coupe d'Ukraine en 2005 et en 2006 avec le Dynamo Kiev
- Vainqueur de la Coupe d'Azerbaïdjan en 2012 avec le FK Bakou

### EnÉquipe de Lettonie
- 104 sélections et 29 buts entre 1999 et 2014
- Vainqueur de la Coupe Baltique en 2001, en 2003, en 2008 et en 2014
- Participation au Championnat d'Europe des Nations en 2004 (premier tour)

### Distinctions individuelles
- Élu meilleur footballeur letton de l'année en 2003 et en 2004
- Élu meilleur joueur de l'année du Dynamo Kiev en 2004